# Hemicythere hispida
Hemicythere hispida är en kräftdjursart som beskrevs av LeRoy 1943. Hemicythere hispida ingår i släktet Hemicythere och familjen Hemicytheridae. Inga underarter finns listade i Catalogue of Life.